# Провулок Каменярів
Прову́лок Каменярі́в — провулок у Солом'янському районі міста Києва, місцевість Совки. Пролягає від вулиці Каменярів до Мостової вулиці.
Прилучається вулиця Федьковича.

## Історія
Провулок почав формуватися у 2-й половині 1930-х років, первісно мав назву Шевченківський. Повноцінно сформований і забудований вже у 2-й половині 1940-х років. Сучасну назву набув 1955 року.